# Philippe Louviot
Philippe Louviot, nascido em Nogent-sur-Marne a 14 de março de 1964, é um ciclista profissional francês que foi profissional desde o ano 1986 ao 1995.

## Palmarés
1985
- Tour de Bretanha, mais 1 etapa

1988
- 1 etapa do Tour de l'Avenir

1990
- Campeão da França de ciclismo de estrada

1992
- 1 etapa da Bicicleta Basca

## Resultados em Grandes Voltas e Campeonato do Mundo
Durante a sua carreira desportiva tem conseguido os seguintes postos nas Grandes Voltas e nos Campeonatos do Mundo em estrada:
| Carreira           | 1986 | 1987 | 1988 | 1989 | 1990 | 1991 | 1992 | 1993 | 1994 | 1995 |
| ------------------ | ---- | ---- | ---- | ---- | ---- | ---- | ---- | ---- | ---- | ---- |
| Giro d'Italia      | -    | -    | -    | -    | -    | -    | -    | -    | -    | -    |
| Tour de France     | -    | -    | -    | 59°  | 47°  | 44°  | 57°  | 64°  | 74°  | -    |
| Volta a Espanha    | -    | -    | -    | -    | 48º  | -    | -    | -    | -    | Ab.  |
| Mundial em Estrada | -    | -    | -    | -    | -    | -    | -    | -    | -    | -    |

-: não participa